# Виттмак, Людвиг
Людвиг Виттмак (нем. Ludwig Wittmack или нем. Marx Carl Ludwig Wittmack или нем. Marx Carl Ludewig Wittmack; 26 сентября 1839, Гамбург — 2 февраля 1929, Берлин) — немецкий ботаник, профессор ботаники и миколог.   

## Биография
Людвиг Виттмак родился в Гамбурге 26 сентября 1839 года. Изучал ботанику в Йенском университете имени Фридриха Шиллера (1864) и в Берлинском университете имени Гумбольдта (1865). В 1867 году Виттмак получил степень доктора философии в Гёттингенском университете; в этом же году он был куратором Музея сельского хозяйства в Берлине. В 1880—1913 годах Виттмак был профессором ботаники в Институте сельского хозяйства в Берлине, а также в 1880—1920 годах — в Ветеринарном институте в Берлине. В 1875—1905 годах был директором экспериментальной станции Фербанда Дойчера Мюллера. В 1883—1924 годах Виттмак был членом отдела семеноводства в Deutsche Landwirtschafts-Gesellschaft; в 1889—1891 и в 1910—1913 годах он был директором Института сельского хозяйства. Людвиг Виттмак умер в Берлине 2 февраля 1929 года.

## Научная деятельность
Людвиг Виттмак специализировался на семенных растениях и на микологии.  

## Избранные научные работы
- Wittmack, Ludwig. 1906. Die Königliche Landwirtschaftliche Hochschule in Berlin. Festschrift zur Feier des 25jährigen Bestehens. Berlin: Verlagsbuchhandlung Paul Parey[4].
- Wittmack, Ludwig. 1911. Die wissenschaftlichen Grundlagen der Saatzucht in Deutschland in den letzten 25 Jahren. Jahrbuch der Deutschen Landwirtschafts-Gesellschaft 26: 101—118[4].